# Ken Macha
Kenneth Edward Macha (né le 29 septembre 1950 à Monroeville, Pennsylvanie, États-Unis) est un ancien joueur de baseball ayant évolué dans les Ligues majeures de 1974 à 1981. Il est manager des A's d'Oakland durant quatre saisons et des Brewers de Milwaukee pendant deux ans.

## Carrière de joueur
Ken Macha a été sélectionné par les Pirates de Pittsburgh en 6e ronde du repêchage du baseball en 1972.
Il a joué six saisons dans les majeures avec les Pirates, les Expos de Montréal et les Blue Jays de Toronto, disputant un total de 180 parties, principalement au premier et troisième but. Joueur d'utilité, il fut également employé comme receveur, voltigeur et frappeur désigné dans quelques matchs.

## Carrière de manager
Après sa retraite comme joueur, Macha se joint au personnel d'instructeur des Expos de Montréal, dont il fera partie durant six ans. Il est aussi instructeur pour les Angels de la Californie et les Red Sox de Boston.
Il débute comme manager avec le Thunder de Trenton, club école des Red Sox de Boston au niveau AA, qu'il dirigera en 1995 et 1996, les menant chaque fois au championnat de leur division. Il est nommé manager de l'année dans la Eastern League en 1996. Promu au niveau AAA chez les Red Sox de Pawtucket, il est à la barre de l'équipe au cours des deux saisons suivantes.
De 1999 à 2002, il est l'assistant du manager Art Howe (un ancien coéquipier des Pirates) chez les Athletics d'Oakland. Il est nommé gérant dans les ligues majeures pour la première fois par les A's en 2003. Sous la gouverne de Macha, l'équipe d'Oakland connaît des saisons de 96, 91, 88 et 93 victoires, décrochant le premier rang de la division Ouest de la Ligue américaine en 2003 et 2006. 
Congédié après la saison 2006 par le manager général Billy Beane, Macha quitte Oakland avec un dossier de 368 victoires et 280 défaites. En séries éliminatoires, sa fiche comme manager des A's est de 5-7. L'équipe fut éliminée en Série de division par Boston en 2003 dans la limite de cinq parties, puis atteignit la Série de championnat de la Ligue américaine de baseball en 2006, où elle s'inclina devant les Tigers de Detroit.
Le 30 octobre 2008, Ken Macha a signé un contrat de deux ans avec les Brewers de Milwaukee, dont il sera le manager dès la saison 2009. Il succède à Dale Sveum, qui avait assuré l'intérim en fin de saison 2008 après avoir remplacé Ned Yost. Malgré une offensive dévastatrice, les Brewers sont incapables de participer aux éliminatoires sous l'égide de Macha, qui doit composer avec l'un des pires personnels de lanceurs des majeures. Avec des fiches de 80-82 et 77-85 en 2009 et 2010, Milwaukee plafonne chaque fois en troisième position de la division Centrale. Les Brewers choisissent de ne pas exercer leur option sur le contrat de Macha pour la saison 2011, une décision qui satisfait les deux parties. Le dossier de Macha à la barre des Brewers est de 157-167 pour un pourcentage de victoires de ,485.